# Liga Europeană EHF Feminin 2024-2025 - faza grupelor
Acest articol descrie faza grupelor Ligii Europene EHF Feminin 2024-2025.

## Distribuția echipelor

### Echipe calificate
Următoarele echipe s-au calificat în această fază a competiției: 
| Echipă                | Echipă                |
| --------------------- | --------------------- |
| Ikast Håndbold        | Mosonmagyaróvári KC   |
| HSG Bensheim/Auerbach | Fredrikstad Ballklubb |
| HC Dunărea Brăila     |                       |

| Echipă             | Echipă                |
| ------------------ | --------------------- |
| JDA Dijon Handball | Sola HK               |
| Paris 92           | MKS Zagłębie Lubin    |
| HSG Blomberg-Lippe | SCM Râmnicu Vâlcea    |
| Borussia Dortmund  | Atticgo BM Elche      |
| Thüringer HC       | Super Amara Bera Bera |
| Larvik HK          |                       |

### Distribuția în urnele valorice
Cele 16 echipe calificate în faza grupelor au fost distribuite în 4 urne valorice de câte 4 echipe fiecare. Distribuția în urne a fost anunțată pe 19 noiembrie 2024.
| Urna 1                                                                        | Urna a 2-a                                       | Urna a 3-a                                                                  | Urna a 4-a                                                            |
| ----------------------------------------------------------------------------- | ------------------------------------------------ | --------------------------------------------------------------------------- | --------------------------------------------------------------------- |
| Ikast Håndbold HSG Bensheim/Auerbach Mosonmagyaróvári KC SE HC Dunărea Brăila | Paris 92 HSG Blomberg-Lippe Thüringer HC Sola HK | Atticgo BM Elche Borussia Dortmund Fredrikstad Ballklubb MKS Zagłębie Lubin | Super Amara Bera Bera JDA Dijon Handball Larvik HK SCM Râmnicu Vâlcea |

### Tragerea la sorți
Tragerea la sorți pentru distribuția în grupele Ligii Europene EHF Feminin 2024-2025 a avut loc pe 21 noiembrie 2024, de la ora 11:00 CET.

## Format
În fiecare grupă, echipele au jucat într-un turneu de tip fiecare cu fiecare, cu meciuri pe teren propriu și în deplasare. Primele două echipe din fiecare grupă s-au calificat în sferturile de finală. Echipele provenind din aceeași federație națională au fost protejate, neputând fi extrase în aceeași grupă.

## Departajare
În faza grupelor, echipele au fost departajate pe bază de punctaj (2 puncte pentru victorie, 1 punct pentru meci egal, 0 puncte pentru înfrângere). La terminarea fazei grupelor, dacă două sau mai multe echipe dintr-o grupă au acumulat același număr de puncte, atunci departajarea lor s-a făcut conform regulamentului, ținând cont de următoarele criterii și în următoarea ordine:
1. Cel mai mare număr de puncte obținute în meciurile directe;
2. Golaveraj superior în meciurile directe;
3. Cel mai mare număr de goluri înscrise în meciurile directe (sau în meciul din deplasare, în cazul sistemului tur-retur);
4. Golaveraj superior în toate meciurile din grupă;
5. Cel mai bun golaveraj pozitiv în toate meciurile din grupă;

În timpul fazei grupelor, doar criteriile 4–5 s-au aplicat pentru a determina clasamentul provizoriu al echipelor.

## Grupele
Prin regulament, partidele au fost programate a se desfășura pe 11–12 ianuarie, 18–19 ianuarie, 25–26 ianuarie, 8–9 februarie, 15–16 februarie și 22–23 februarie 2024.

### Grupa A
| Loc | Echipa            | MJ | V | E | Î | GM  | GP  | DG  | Pct | Calificare           |
| --- | ----------------- | -- | - | - | - | --- | --- | --- | --- | -------------------- |
| 1   | HC Dunărea Brăila | 6  | 4 | 1 | 1 | 179 | 161 | +18 | 9   | Sferturile de finală |
| 2   | Thüringer HC      | 6  | 4 | 0 | 2 | 183 | 180 | +3  | 8   | Sferturile de finală |
| 3   | Larvik HK         | 6  | 3 | 1 | 2 | 189 | 167 | +22 | 7   |                      |
| 4   | Atticgo BM Elche  | 6  | 0 | 0 | 6 | 136 | 179 | −43 | 0   |                      |

| 11 ianuarie 2025 20:00 | Thüringer HC | 43 – 35 | Larvik HK | Salza Halle, Bad Langensalza Asistență: 1050 Arbitri: Fotakidis, Kinatzidis |
| 11 ianuarie 2025 20:00 | Reichert 14  | (23–12) | Sæteren 8 | Salza Halle, Bad Langensalza Asistență: 1050 Arbitri: Fotakidis, Kinatzidis |
| 11 ianuarie 2025 20:00 | 2×           | Raport  | 1×        | Salza Halle, Bad Langensalza Asistență: 1050 Arbitri: Fotakidis, Kinatzidis |

| 12 ianuarie 2025 15:00 | HC Dunărea Brăila | 33 – 15 | Atticgo BM Elche | Sala Sporturilor „Romeo Iamandi”, Buzău Asistență: 2000 Arbitri: Fahner, Kubis |
| 12 ianuarie 2025 15:00 | González, Ježić 6 | (13–7)  | Méndez 6         | Sala Sporturilor „Romeo Iamandi”, Buzău Asistență: 2000 Arbitri: Fahner, Kubis |
| 12 ianuarie 2025 15:00 | 4× 1×             | Raport  | 6× 1×            | Sala Sporturilor „Romeo Iamandi”, Buzău Asistență: 2000 Arbitri: Fahner, Kubis |

| 18 ianuarie 2025 15:00 | Larvik HK            | 24 – 27 | HC Dunărea Brăila | Jotron Arena, Larvik Asistență: 536 Arbitri: Rauchs, Linster |
| 18 ianuarie 2025 15:00 | Hulleberg, Ramberg 5 | (11–13) | Ježić 7           | Jotron Arena, Larvik Asistență: 536 Arbitri: Rauchs, Linster |
| 18 ianuarie 2025 15:00 | 1×                   | Raport  | 3×                | Jotron Arena, Larvik Asistență: 536 Arbitri: Rauchs, Linster |

| 18 ianuarie 2025 20:00 | Atticgo BM Elche | 27 – 28 | Thüringer HC | Pabellón Esperanza Lag, Elche Asistență: 612 Arbitri: Maia, Nunes |
| 18 ianuarie 2025 20:00 | Rosa 10          | (11–15) | Reichert 10  | Pabellón Esperanza Lag, Elche Asistență: 612 Arbitri: Maia, Nunes |
| 18 ianuarie 2025 20:00 | 3×               | Raport  | 4× 1×        | Pabellón Esperanza Lag, Elche Asistență: 612 Arbitri: Maia, Nunes |

| 25 ianuarie 2025 20:00 | Atticgo BM Elche | 16 – 29 | Larvik HK | Pabellón Esperanza Lag, Elche Asistență: 700 Arbitri: Picard, Vauchez |
| 25 ianuarie 2025 20:00 | Ignjatović 5     | (5–12)  | Berg 6    | Pabellón Esperanza Lag, Elche Asistență: 700 Arbitri: Picard, Vauchez |
| 25 ianuarie 2025 20:00 | 5×               | Raport  | 5×        | Pabellón Esperanza Lag, Elche Asistență: 700 Arbitri: Picard, Vauchez |

| 26 ianuarie 2025 19:00 | HC Dunărea Brăila | 26 – 22 | Thüringer HC | Sala Sporturilor „Romeo Iamandi”, Buzău Asistență: 1900 Arbitri: Jakovljević, Kovačević |
| 26 ianuarie 2025 19:00 | Ježić 5           | (12–11) | Hendrikse 6  | Sala Sporturilor „Romeo Iamandi”, Buzău Asistență: 1900 Arbitri: Jakovljević, Kovačević |
| 26 ianuarie 2025 19:00 | 1×                | Raport  | 1× 2×        | Sala Sporturilor „Romeo Iamandi”, Buzău Asistență: 1900 Arbitri: Jakovljević, Kovačević |

| 8 februarie 2025 18:00 | Larvik HK | 30 – 23 | Atticgo BM Elche | Jotron Arena, Larvik Asistență: 447 Arbitri: Marton, Dáné |
| 8 februarie 2025 18:00 | Sæteren 7 | (16–9)  | Figueiredo 7     | Jotron Arena, Larvik Asistență: 447 Arbitri: Marton, Dáné |
| 8 februarie 2025 18:00 | 1×        | Raport  | 4×               | Jotron Arena, Larvik Asistență: 447 Arbitri: Marton, Dáné |

| 8 februarie 2025 20:00 | Thüringer HC | 38 – 28 | HC Dunărea Brăila | Salza Halle, Bad Langensalza Asistență: 1800 Arbitri: Pagh, Thygesen |
| 8 februarie 2025 20:00 | Reichert 12  | (16–11) | González 6        | Salza Halle, Bad Langensalza Asistență: 1800 Arbitri: Pagh, Thygesen |
| 8 februarie 2025 20:00 | 2×           | Raport  | 2× 1×             | Salza Halle, Bad Langensalza Asistență: 1800 Arbitri: Pagh, Thygesen |

| 15 februarie 2025 16:00 | Larvik HK  | 38 – 25 | Thüringer HC | Jotron Arena, Larvik Asistență: 466 Arbitri: Watson, Welin |
| 15 februarie 2025 16:00 | Sæteren 12 | (20–12) | Reichert 10  | Jotron Arena, Larvik Asistență: 466 Arbitri: Watson, Welin |
| 15 februarie 2025 16:00 | 3×         | Raport  | 2×           | Jotron Arena, Larvik Asistență: 466 Arbitri: Watson, Welin |

| 15 februarie 2025 20:00 | Atticgo BM Elche | 29 – 32 | HC Dunărea Brăila | Pabellón Esperanza Lag, Elche Asistență: 800 Arbitri: Schaad, Müller |
| 15 februarie 2025 20:00 | Figueiredo 9     | (10–14) | González 6        | Pabellón Esperanza Lag, Elche Asistență: 800 Arbitri: Schaad, Müller |
| 15 februarie 2025 20:00 | 2×               | Raport  | 2× 1×             | Pabellón Esperanza Lag, Elche Asistență: 800 Arbitri: Schaad, Müller |

| 22 februarie 2025 16:00 | Thüringer HC | 27 – 26 | Atticgo BM Elche | Salza Halle, Bad Langensalza Asistență: 1050 Arbitri: Uhlíř, Beňuš |
| 22 februarie 2025 16:00 | Kuczora 10   | (13–15) | Figueiredo 9     | Salza Halle, Bad Langensalza Asistență: 1050 Arbitri: Uhlíř, Beňuš |
| 22 februarie 2025 16:00 | 2×           | Raport  | 8×               | Salza Halle, Bad Langensalza Asistență: 1050 Arbitri: Uhlíř, Beňuš |

| 23 februarie 2025 15:00 | HC Dunărea Brăila | 33 – 33 | Larvik HK          | Sala Sporturilor „Romeo Iamandi”, Buzău Asistență: 2140 Arbitri: Radčenko, Pērsis |
| 23 februarie 2025 15:00 | Ježić 9           | (17–13) | Ramberg, Sæteren 7 | Sala Sporturilor „Romeo Iamandi”, Buzău Asistență: 2140 Arbitri: Radčenko, Pērsis |
| 23 februarie 2025 15:00 | 1×                | Raport  | 1×                 | Sala Sporturilor „Romeo Iamandi”, Buzău Asistență: 2140 Arbitri: Radčenko, Pērsis |

### Grupa B
| Loc | Echipa             | MJ | V | E | Î | GM  | GP  | DG  | Pct | Calificare           |
| --- | ------------------ | -- | - | - | - | --- | --- | --- | --- | -------------------- |
| 1   | SCM Râmnicu Vâlcea | 6  | 4 | 1 | 1 | 194 | 183 | +11 | 9   | Sferturile de finală |
| 2   | Ikast Håndbold     | 6  | 4 | 0 | 2 | 185 | 176 | +9  | 8   | Sferturile de finală |
| 3   | Borussia Dortmund  | 6  | 2 | 1 | 3 | 172 | 179 | −7  | 5   |                      |
| 4   | Sola HK            | 6  | 1 | 0 | 5 | 183 | 196 | −13 | 2   |                      |

| 12 ianuarie 2025 18:00 | Ikast Håndbold | 35 – 34 | Sola HK | IBF Arena, Ikast Asistență: 1077 Arbitri: Schaad, Müller |
| 12 ianuarie 2025 18:00 | Petersen 7     | (14–15) | Holta 9 | IBF Arena, Ikast Asistență: 1077 Arbitri: Schaad, Müller |
| 12 ianuarie 2025 18:00 | 3×             | Raport  | 3×      | IBF Arena, Ikast Asistență: 1077 Arbitri: Schaad, Müller |

| 12 ianuarie 2025 18:00 | Borussia Dortmund | 31 – 31 | SCM Râmnicu Vâlcea          | Westpress Arena, Hamm Asistență: 912 Arbitri: Härgin, Makejev |
| 12 ianuarie 2025 18:00 | Campos 9          | (14–16) | Hagman, Maidhof, Zschocke 5 | Westpress Arena, Hamm Asistență: 912 Arbitri: Härgin, Makejev |
| 12 ianuarie 2025 18:00 | 1×                | Raport  | 4×                          | Westpress Arena, Hamm Asistență: 912 Arbitri: Härgin, Makejev |

| 19 ianuarie 2025 15:00 | SCM Râmnicu Vâlcea | 27 – 26 | Ikast Håndbold | Sala Sporturilor „Traian”, Râmnicu Vâlcea Asistență: 1949 Arbitri: Charitsos, Naskos |
| 19 ianuarie 2025 15:00 | Maidhof 6          | (15–15) | Bakkerud 7     | Sala Sporturilor „Traian”, Râmnicu Vâlcea Asistență: 1949 Arbitri: Charitsos, Naskos |
| 19 ianuarie 2025 15:00 | 3×                 | Raport  | 2×             | Sala Sporturilor „Traian”, Râmnicu Vâlcea Asistență: 1949 Arbitri: Charitsos, Naskos |

| 19 ianuarie 2025 16:00 | Sola HK | 32 – 30 | Borussia Dortmund | Stavanger idrettshall, Stavanger Asistență: 1007 Arbitri: Klompers, Stobbe |
| 19 ianuarie 2025 16:00 | Holta 8 | (18–14) | Bleckmann 8       | Stavanger idrettshall, Stavanger Asistență: 1007 Arbitri: Klompers, Stobbe |
| 19 ianuarie 2025 16:00 | 6× 1×   | Raport  | 5× 1×             | Stavanger idrettshall, Stavanger Asistență: 1007 Arbitri: Klompers, Stobbe |

| 25 ianuarie 2025 16:00 | Ikast Håndbold | 29 – 25 | Borussia Dortmund | IBF Arena, Ikast Asistență: 1123 Arbitri: Radčenko, Pērsis |
| 25 ianuarie 2025 16:00 | Skogrand 6     | (12–11) | Degenhardt 7      | IBF Arena, Ikast Asistență: 1123 Arbitri: Radčenko, Pērsis |
| 25 ianuarie 2025 16:00 | 1×             | Raport  | 5×                | IBF Arena, Ikast Asistență: 1123 Arbitri: Radčenko, Pērsis |

| 25 ianuarie 2025 19:00 | SCM Râmnicu Vâlcea | 32 – 29 | Sola HK  | Sala Sporturilor „Traian”, Râmnicu Vâlcea Asistență: 1850 Arbitri: Oyarzun, Zaragüeta |
| 25 ianuarie 2025 19:00 | Wollik 7           | (14–14) | Holta 10 | Sala Sporturilor „Traian”, Râmnicu Vâlcea Asistență: 1850 Arbitri: Oyarzun, Zaragüeta |
| 25 ianuarie 2025 19:00 | 2×                 | Raport  | 1×       | Sala Sporturilor „Traian”, Râmnicu Vâlcea Asistență: 1850 Arbitri: Oyarzun, Zaragüeta |

| 8 februarie 2025 16:00 | Sola HK  | 34 – 38 | SCM Râmnicu Vâlcea | Stavanger idrettshall, Stavanger Asistență: 728 Arbitri: Iovcev, Ioncev |
| 8 februarie 2025 16:00 | Holta 14 | (15–12) | Zschocke 9         | Stavanger idrettshall, Stavanger Asistență: 728 Arbitri: Iovcev, Ioncev |
| 8 februarie 2025 16:00 | 3× 1×    | Raport  | 4× 1×              | Stavanger idrettshall, Stavanger Asistență: 728 Arbitri: Iovcev, Ioncev |

| 9 februarie 2025 14:00 | Borussia Dortmund | 30 – 27 | Ikast Håndbold | Westpress Arena, Hamm Asistență: 550 Arbitri: Fabryczny, Rawicki |
| 9 februarie 2025 14:00 | Bleckmann 6       | (12–10) | Skogrand 9     | Westpress Arena, Hamm Asistență: 550 Arbitri: Fabryczny, Rawicki |
| 9 februarie 2025 14:00 | 3×                | Raport  | 3× 1×          | Westpress Arena, Hamm Asistență: 550 Arbitri: Fabryczny, Rawicki |

| 15 februarie 2025 18:00 | Sola HK  | 26 – 32 | Ikast Håndbold    | Stavanger idrettshall, Stavanger Asistență: 986 Arbitri: Pétursson, Þrastarson |
| 15 februarie 2025 18:00 | Holta 10 | (14–14) | Nolsøe, Roberts 6 | Stavanger idrettshall, Stavanger Asistență: 986 Arbitri: Pétursson, Þrastarson |
| 15 februarie 2025 18:00 | 4× 1×    | Raport  | 2×                | Stavanger idrettshall, Stavanger Asistență: 986 Arbitri: Pétursson, Þrastarson |

| 15 februarie 2025 19:00 | SCM Râmnicu Vâlcea | 32 – 27 | Borussia Dortmund | Sala Sporturilor „Traian”, Râmnicu Vâlcea Asistență: 2239 Arbitri: Picard, Vauchez |
| 15 februarie 2025 19:00 | Hagman 7           | (18–10) | Bleckmann 6       | Sala Sporturilor „Traian”, Râmnicu Vâlcea Asistență: 2239 Arbitri: Picard, Vauchez |
| 15 februarie 2025 19:00 | 1×                 | Raport  | 2× 1×             | Sala Sporturilor „Traian”, Râmnicu Vâlcea Asistență: 2239 Arbitri: Picard, Vauchez |

| 22 februarie 2025 15:00 | Borussia Dortmund      | 29 – 28 | Sola HK | Schwelm ArENa, Schwelm Asistență: 9305 Arbitri: Charitsos, Naskos |
| 22 februarie 2025 15:00 | Bleckmann, Lassource 7 | (19–14) | Holta 8 | Schwelm ArENa, Schwelm Asistență: 9305 Arbitri: Charitsos, Naskos |
| 22 februarie 2025 15:00 | 3× 1×                  | Raport  | 1×      | Schwelm ArENa, Schwelm Asistență: 9305 Arbitri: Charitsos, Naskos |

| 22 februarie 2025 18:00 | Ikast Håndbold | 36 – 34 | SCM Râmnicu Vâlcea | IBF Arena, Ikast Asistență: 832 Arbitri: Klompers, Stobbe |
| 22 februarie 2025 18:00 | Roberts 8      | (18–17) | Maidhof 6          | IBF Arena, Ikast Asistență: 832 Arbitri: Klompers, Stobbe |
| 22 februarie 2025 18:00 | 4× 1×          | Raport  | 3× 2×              | IBF Arena, Ikast Asistență: 832 Arbitri: Klompers, Stobbe |

### Grupa C
| Loc | Echipa              | MJ | V | E | Î | GM  | GP  | DG  | Pct | Calificare           |
| --- | ------------------- | -- | - | - | - | --- | --- | --- | --- | -------------------- |
| 1   | HSG Blomberg-Lippe  | 6  | 5 | 0 | 1 | 184 | 172 | +12 | 10  | Sferturile de finală |
| 2   | JDA Dijon Handball  | 6  | 3 | 0 | 3 | 190 | 175 | +15 | 6   | Sferturile de finală |
| 3   | MKS Zagłębie Lubin  | 6  | 3 | 0 | 3 | 164 | 175 | −11 | 6   |                      |
| 4   | Mosonmagyaróvári KC | 6  | 1 | 0 | 5 | 181 | 197 | −16 | 2   |                      |

| 11 ianuarie 2025 16:00 | MKS Zagłębie Lubin | 31 – 29 | Mosonmagyaróvári KC | Hala widowiskowo-sportowa, Lubin Asistență: 2906 Arbitri: Bočáková, Jánošíková |
| 11 ianuarie 2025 16:00 | Promis 12          | (17–15) | G. Tóth 5           | Hala widowiskowo-sportowa, Lubin Asistență: 2906 Arbitri: Bočáková, Jánošíková |
| 11 ianuarie 2025 16:00 | 4×                 | Raport  | 3×                  | Hala widowiskowo-sportowa, Lubin Asistență: 2906 Arbitri: Bočáková, Jánošíková |

| 11 ianuarie 2025 16:00 | HSG Blomberg-Lippe | 35 – 30 | JDA Dijon Handball | Phoenix Contact Arena, Lemgo Asistență: 1334 Arbitri: Pétursson, Þrastarson |
| 11 ianuarie 2025 16:00 | Kühne 10           | (18–17) | Dury, Urban 6      | Phoenix Contact Arena, Lemgo Asistență: 1334 Arbitri: Pétursson, Þrastarson |
| 11 ianuarie 2025 16:00 | 4× 2×              | Raport  | 8× 1×              | Phoenix Contact Arena, Lemgo Asistență: 1334 Arbitri: Pétursson, Þrastarson |

| 19 ianuarie 2025 16:00 | JDA Dijon Handball | 27 – 29 | MKS Zagłębie Lubin | Palais des sports Jean-Michel-Geoffroy, Dijon Asistență: 1000 Arbitri: Fremstad, Jørstad |
| 19 ianuarie 2025 16:00 | Lønborg 5          | (16–16) | Kochaniak-Sala 8   | Palais des sports Jean-Michel-Geoffroy, Dijon Asistență: 1000 Arbitri: Fremstad, Jørstad |
| 19 ianuarie 2025 16:00 | 2×                 | Raport  | 2×                 | Palais des sports Jean-Michel-Geoffroy, Dijon Asistență: 1000 Arbitri: Fremstad, Jørstad |

| 19 ianuarie 2025 16:00 | Mosonmagyaróvári KC | 32 – 34 | HSG Blomberg-Lippe | UFM Aréna, Mosonmagyaróvár Asistență: 750 Arbitri: Sîrbu, Serdiuc |
| 19 ianuarie 2025 16:00 | G. Tóth 10          | (16–17) | Kühne 12           | UFM Aréna, Mosonmagyaróvár Asistență: 750 Arbitri: Sîrbu, Serdiuc |
| 19 ianuarie 2025 16:00 | 3×                  | Raport  | 3×                 | UFM Aréna, Mosonmagyaróvár Asistență: 750 Arbitri: Sîrbu, Serdiuc |

| 26 ianuarie 2025 16:00 | HSG Blomberg-Lippe | 27 – 26 | MKS Zagłębie Lubin | Phoenix Contact Arena, Lemgo Asistență: 1387 Arbitri: Ivanović, Vujisić |
| 26 ianuarie 2025 16:00 | Quist 9            | (10–13) | Promis 7           | Phoenix Contact Arena, Lemgo Asistență: 1387 Arbitri: Ivanović, Vujisić |
| 26 ianuarie 2025 16:00 | 3× 1×              | Raport  | 5×                 | Phoenix Contact Arena, Lemgo Asistență: 1387 Arbitri: Ivanović, Vujisić |

| 26 ianuarie 2025 16:00 | Mosonmagyaróvári KC | 30 – 36 | JDA Dijon Handball | UFM Aréna, Mosonmagyaróvár Asistență: 755 Arbitri: Hofer, Schmidhuber |
| 26 ianuarie 2025 16:00 | E. Tóth 9           | (13–14) | Offendal 8         | UFM Aréna, Mosonmagyaróvár Asistență: 755 Arbitri: Hofer, Schmidhuber |
| 26 ianuarie 2025 16:00 | 5× 1×               | Raport  | 4× 2× 1×           | UFM Aréna, Mosonmagyaróvár Asistență: 755 Arbitri: Hofer, Schmidhuber |

| 8 februarie 2025 18:00 | MKS Zagłębie Lubin | 29 – 27 | HSG Blomberg-Lippe | Hala widowiskowo-sportowa, Lubin Asistență: 3091 Arbitri: Vitaku, Vitaku |
| 8 februarie 2025 18:00 | Jakubowska 7       | (15–13) | Kühne 8            | Hala widowiskowo-sportowa, Lubin Asistență: 3091 Arbitri: Vitaku, Vitaku |
| 8 februarie 2025 18:00 | 2×                 | Raport  | 3×                 | Hala widowiskowo-sportowa, Lubin Asistență: 3091 Arbitri: Vitaku, Vitaku |

| 9 februarie 2025 16:00 | JDA Dijon Handball  | 38 – 29 | Mosonmagyaróvári KC              | Palais des sports Jean-Michel-Geoffroy, Dijon Asistență: 1163 Arbitri: Geraets, Geraets |
| 9 februarie 2025 16:00 | Pintat, Sivertsen 6 | (19–18) | Ivančok Šoltić, E. Tóth, Wolfs 5 | Palais des sports Jean-Michel-Geoffroy, Dijon Asistență: 1163 Arbitri: Geraets, Geraets |
| 9 februarie 2025 16:00 | 5×                  | Raport  | 6×                               | Palais des sports Jean-Michel-Geoffroy, Dijon Asistență: 1163 Arbitri: Geraets, Geraets |

| 15 februarie 2025 18:00 | Mosonmagyaróvári KC | 33 – 25 | MKS Zagłębie Lubin | UFM Aréna, Mosonmagyaróvár Asistență: 700 Arbitri: Kaluđerović, Vujačić |
| 15 februarie 2025 18:00 | Stranigg 12         | (16–11) | Przywara 6         | UFM Aréna, Mosonmagyaróvár Asistență: 700 Arbitri: Kaluđerović, Vujačić |
| 15 februarie 2025 18:00 | 2× 1×               | Raport  | 3×                 | UFM Aréna, Mosonmagyaróvár Asistență: 700 Arbitri: Kaluđerović, Vujačić |

| 15 februarie 2025 20:00 | JDA Dijon Handball | 27 – 28 | HSG Blomberg-Lippe | Palais des sports Jean-Michel-Geoffroy, Dijon Asistență: 1250 Arbitri: Pukšič, Satler |
| 15 februarie 2025 20:00 | Dury 6             | (15–12) | Kühne 10           | Palais des sports Jean-Michel-Geoffroy, Dijon Asistență: 1250 Arbitri: Pukšič, Satler |
| 15 februarie 2025 20:00 | 6×                 | Raport  | 4× 1×              | Palais des sports Jean-Michel-Geoffroy, Dijon Asistență: 1250 Arbitri: Pukšič, Satler |

| 22 februarie 2025 18:00 | HSG Blomberg-Lippe | 33 – 28 | Mosonmagyaróvári KC | Phoenix Contact Arena, Lemgo Asistență: 1223 Arbitri: Aylagas, Ruiz |
| 22 februarie 2025 18:00 | Quist 11           | (15–13) | G. Tóth 8           | Phoenix Contact Arena, Lemgo Asistență: 1223 Arbitri: Aylagas, Ruiz |
| 22 februarie 2025 18:00 | 1×                 | Raport  | 3× 1×               | Phoenix Contact Arena, Lemgo Asistență: 1223 Arbitri: Aylagas, Ruiz |

| 23 februarie 2025 16:00 | MKS Zagłębie Lubin | 24 – 32 | JDA Dijon Handball | Hala widowiskowo-sportowa, Lubin Asistență: 3251 Arbitri: Pagh, Thygesen |
| 23 februarie 2025 16:00 | Kochaniak-Sala 5   | (9–18)  | patru jucătoare 5  | Hala widowiskowo-sportowa, Lubin Asistență: 3251 Arbitri: Pagh, Thygesen |
| 23 februarie 2025 16:00 | 1×                 | Raport  | 3× 1×              | Hala widowiskowo-sportowa, Lubin Asistență: 3251 Arbitri: Pagh, Thygesen |

### Grupa D
| Loc | Echipa                | MJ | V | E | Î | GM  | GP  | DG  | Pct |                      |
| --- | --------------------- | -- | - | - | - | --- | --- | --- | --- | -------------------- |
| 1   | HSG Bensheim/Auerbach | 6  | 6 | 0 | 0 | 189 | 161 | +28 | 12  | Sferturile de finală |
| 2   | Super Amara Bera Bera | 6  | 3 | 0 | 3 | 183 | 179 | +4  | 6   | Sferturile de finală |
| 3   | Fredrikstad Ballklubb | 6  | 2 | 0 | 4 | 173 | 182 | −9  | 4   |                      |
| 4   | Paris 92              | 6  | 1 | 0 | 5 | 152 | 175 | −23 | 2   |                      |

| 11 ianuarie 2025 18:00 | Super Amara Bera Bera | 33 – 28 | Paris 92         | Polideportivo Municipal JA Gasca, San Sebastian Asistență: 1590 Arbitri: Simone, Monitillo |
| 11 ianuarie 2025 18:00 | Karsten 10            | (12–13) | Golvet, Thobor 6 | Polideportivo Municipal JA Gasca, San Sebastian Asistență: 1590 Arbitri: Simone, Monitillo |
| 11 ianuarie 2025 18:00 | 4×                    | Raport  | 1×               | Polideportivo Municipal JA Gasca, San Sebastian Asistență: 1590 Arbitri: Simone, Monitillo |

| 12 ianuarie 2025 16:00 | Fredrikstad Ballklubb            | 28 – 39 | HSG Bensheim/Auerbach | Kongstenhallen, Fredrikstad Asistență: 703 Arbitri: Kinnari, Skogberg |
| 12 ianuarie 2025 16:00 | Dalsveen, Henriksen, Jørgensen 5 | (16–20) | Kretzschmar 10        | Kongstenhallen, Fredrikstad Asistență: 703 Arbitri: Kinnari, Skogberg |
| 12 ianuarie 2025 16:00 | 3×                               | Raport  | 5×                    | Kongstenhallen, Fredrikstad Asistență: 703 Arbitri: Kinnari, Skogberg |

| 18 ianuarie 2025 16:00 | HSG Bensheim/Auerbach | 34 – 32 | Super Amara Bera Bera | Untermainhalle, Elsenfeld Asistență: 556 Arbitri: Geraets, Geraets |
| 18 ianuarie 2025 16:00 | Engel 11              | (14–18) | Álvarez, Karsten 7    | Untermainhalle, Elsenfeld Asistență: 556 Arbitri: Geraets, Geraets |
| 18 ianuarie 2025 16:00 | 4×                    | Raport  | 2×                    | Untermainhalle, Elsenfeld Asistență: 556 Arbitri: Geraets, Geraets |

| 18 ianuarie 2025 20:00 | Paris 92   | 26 – 28 | Fredrikstad Ballklubb | Palais des sports Robert-Charpentier, Issy-les-Moulineaux Asistență: 500 Arbitri: Iovcev, Ioncev |
| 18 ianuarie 2025 20:00 | Moretto 11 | (17–14) | Henriksen 8           | Palais des sports Robert-Charpentier, Issy-les-Moulineaux Asistență: 500 Arbitri: Iovcev, Ioncev |
| 18 ianuarie 2025 20:00 | 4× 1×      | Raport  | 2×                    | Palais des sports Robert-Charpentier, Issy-les-Moulineaux Asistență: 500 Arbitri: Iovcev, Ioncev |

| 25 ianuarie 2025 20:00 | Paris 92  | 18 – 25 | HSG Bensheim/Auerbach | Palais des sports Robert-Charpentier, Issy-les-Moulineaux Asistență: 400 Arbitri: Pukšič, Satler |
| 25 ianuarie 2025 20:00 | N'Gouan 3 | (6–15)  | Engel, Hurst 4        | Palais des sports Robert-Charpentier, Issy-les-Moulineaux Asistență: 400 Arbitri: Pukšič, Satler |
| 25 ianuarie 2025 20:00 | 4× 1×     | Raport  |                       | Palais des sports Robert-Charpentier, Issy-les-Moulineaux Asistență: 400 Arbitri: Pukšič, Satler |

| 26 ianuarie 2025 18:00 | Super Amara Bera Bera | 32 – 26 | Fredrikstad Ballklubb | Polideportivo Municipal JA Gasca, San Sebastian Asistență: 1600 Arbitri: Cindrić, Gonzurek |
| 26 ianuarie 2025 18:00 | Karsten 6             | (20–14) | Jørgensen, Dalsveen 5 | Polideportivo Municipal JA Gasca, San Sebastian Asistență: 1600 Arbitri: Cindrić, Gonzurek |
| 26 ianuarie 2025 18:00 | 1×                    | Raport  | 6×                    | Polideportivo Municipal JA Gasca, San Sebastian Asistență: 1600 Arbitri: Cindrić, Gonzurek |

| 8 februarie 2025 16:00 | HSG Bensheim/Auerbach | 28 – 24 | Paris 92 | Untermainhalle, Elsenfeld Asistență: 1000 Arbitri: Pavićević, Martinović |
| 8 februarie 2025 16:00 | Hurst 7               | (16–13) | Sagna 6  | Untermainhalle, Elsenfeld Asistență: 1000 Arbitri: Pavićević, Martinović |
| 8 februarie 2025 16:00 | 2×                    | Raport  | 7×       | Untermainhalle, Elsenfeld Asistență: 1000 Arbitri: Pavićević, Martinović |

| 9 februarie 2025 18:00 | Fredrikstad Ballklubb | 33 – 24 | Super Amara Bera Bera | Kongstenhallen, Fredrikstad Asistență: 784 Arbitri: Pîrvu, Potîrniche |
| 9 februarie 2025 18:00 | Jørgensen 9           | (18–10) | Karsten 9             | Kongstenhallen, Fredrikstad Asistență: 784 Arbitri: Pîrvu, Potîrniche |
| 9 februarie 2025 18:00 | 4× 1×                 | Raport  | 2×                    | Kongstenhallen, Fredrikstad Asistență: 784 Arbitri: Pîrvu, Potîrniche |

| 16 februarie 2025 14:00 | HSG Bensheim/Auerbach | 32 – 30 | Fredrikstad Ballklubb | Untermainhalle, Elsenfeld Asistență: 507 Arbitri: Rauchs, Linster |
| 16 februarie 2025 14:00 | Engel 9               | (19–16) | Jørgensen 9           | Untermainhalle, Elsenfeld Asistență: 507 Arbitri: Rauchs, Linster |
| 16 februarie 2025 14:00 | 3×                    | Raport  | 5× 1×                 | Untermainhalle, Elsenfeld Asistență: 507 Arbitri: Rauchs, Linster |

| 16 februarie 2025 16:00 | Paris 92 | 27 – 33 | Super Amara Bera Bera | Palais des sports Robert-Charpentier, Issy-les-Moulineaux Asistență: 500 Arbitri: Sîrbu, Serdiuc |
| 16 februarie 2025 16:00 | Golvet 8 | (10–17) | Karsten 9             | Palais des sports Robert-Charpentier, Issy-les-Moulineaux Asistență: 500 Arbitri: Sîrbu, Serdiuc |
| 16 februarie 2025 16:00 | 4×       | Raport  | 6×                    | Palais des sports Robert-Charpentier, Issy-les-Moulineaux Asistență: 500 Arbitri: Sîrbu, Serdiuc |

| 22 februarie 2025 16:00 | Fredrikstad Ballklubb | 28 – 29 | Paris 92 | Kongstenhallen, Fredrikstad Asistență: 1274 Arbitri: Marton, Dáné |
| 22 februarie 2025 16:00 | Sandtrø 7             | (11–13) | Thobor 5 | Kongstenhallen, Fredrikstad Asistență: 1274 Arbitri: Marton, Dáné |
| 22 februarie 2025 16:00 | 2×                    | Raport  | 3×       | Kongstenhallen, Fredrikstad Asistență: 1274 Arbitri: Marton, Dáné |

| 23 februarie 2025 18:00 | Super Amara Bera Bera | 29 – 31 | HSG Bensheim/Auerbach | Polideportivo Municipal JA Gasca, San Sebastian Asistență: 1912 Arbitri: Fabryczny, Rawicki |
| 23 februarie 2025 18:00 | Tchaptchet Defo 6     | (15–14) | Kim Irion 10          | Polideportivo Municipal JA Gasca, San Sebastian Asistență: 1912 Arbitri: Fabryczny, Rawicki |
| 23 februarie 2025 18:00 | 2× 1×                 | Raport  | 3×                    | Polideportivo Municipal JA Gasca, San Sebastian Asistență: 1912 Arbitri: Fabryczny, Rawicki |